# Отакузиев, Носир
Носир Отакузиев (узб. Nosir Otaqo'ziyev; 30 января 1984 год) — узбекистанский футболист, нападающий. С 2015 года игрок «Коканд 1912».

## Карьера

### Клубная
Начал карьеру в 2003 году в составе ферганского «Нефтчи». Выступал за «нефтяников» до конца 2009 года и за это время сыграл 107 матчей и забил 49 голов. В последующие годы играл за «Алмалык», играя за которого в 2010 году стал одним из двух лучших бомбардиров Высшей лиги. Потом выступал за «Насаф», с которым выиграл Кубок АФК 2011, позднее снова поиграл за «Алмалык», потом за «Гулистан», в 2013—2014 годах снова выступал за «Нефтчи». С 2015 года игрок «Коканд 1912».

### В сборной
Сыграл за национальную сборную Узбекистана два матча в 2011 году, в товарищеских матчах против сборных Черногории и Украины.

## Достижения
- Серебряный призёр чемпионата Узбекистана: 2011
- Финалист Кубка Узбекистана: 2011
- Обладатель Кубка АФК: 2011
- Лучший бомбардир Высшей лиги чемпионата Узбекистана 2010 с 13 голами (вместе с Алишером Холиковым).